# Tenejapa-Lacandón-formatie
De Tenejapa-Lacandón-formatie is een geologische formatie in Mexico die afzettingen uit het Vroeg-Paleoceen omvat. Deze formatie met fossielen van zeedieren is zowel geografisch als in tijd de dichtstbijzijnde van de inslag van Chicxulub.  

## Locatie
De Tenejapa-Lacandón-formatie komt aan de oppervlakte nabij Palenque in de deelstaat Chiapas. In de steengroeves División del Norte en Belisario Domínguez in het regenwoud op enkele kilometers van het archeologische complex zijn fossiele vondsten gedaan. De afzettingen hebben een ouderdom van 63 miljoen jaar.

## Fauna
De gevonden fossielen behoren tot een mogelijke schildpad en verschillende typen beenvissen, te weten palingachtigen, haringachtigen, zeenaaldachtigen, zeebaarzen, arowana's en de uitgestorven groep Pycnodontiformes.